# Ptiloglossa lanosa
Ptiloglossa lanosa är en biart som beskrevs av Jesus Santiago Moure 1945. Ptiloglossa lanosa ingår i släktet Ptiloglossa och familjen korttungebin. Inga underarter finns listade i Catalogue of Life.